# 黑头鹀
黑头鹀（学名：Emberiza melanocephala）为鵐科鹀属的鸟类。它在東南歐至伊朗繁殖，並在冬季主要遷徙到印度，有些個體會進一步遷徙到東南亞。像同科的其他鳥類一樣，它們生活在開闊的草原棲地，成群飛翔，尋找穀物和種子。成年的雄鳥特徵明顯，具有黃色的腹部、栗色的背部和黑色的頭部。繁殖羽的雌鳥看起來像顏色較暗淡的雄鳥。在其他羽毛狀態下，它們與近緣的褐頭鵐很難區分，並且在北伊朗的繁殖區重疊區域中，兩個物種之間會自然雜交。

## 分類

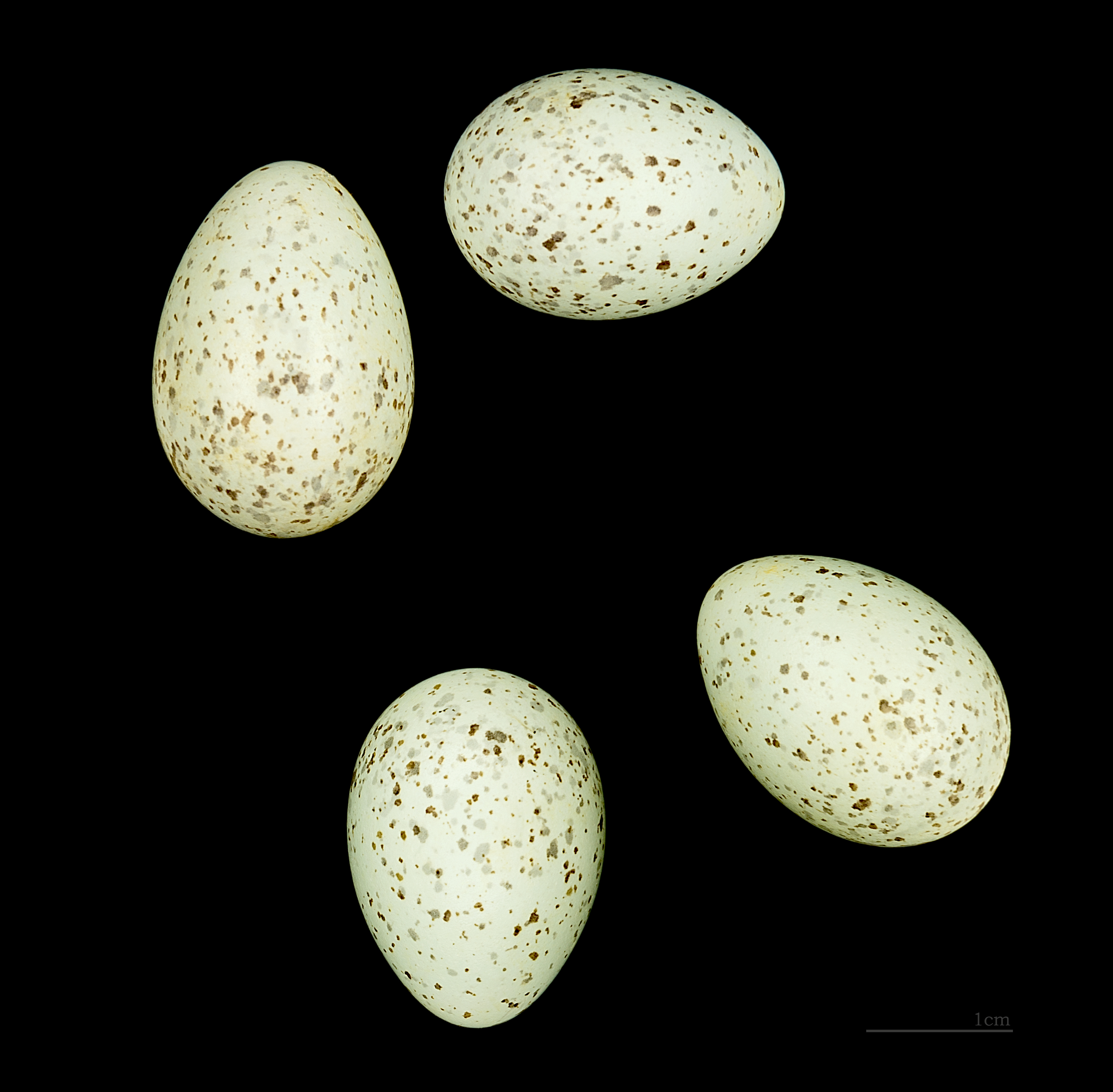
Emberiza melanocephala

黑頭鵐在1769年由奧地利博物學家喬瓦尼·安東尼奧·斯科波利首次進行物種描述，並命名為Emberiza melanocephala. 模式產地位於斯洛維尼亞的卡尼奧拉。該物種是單型種：未認可任何亞種。屬名Emberiza 來自古高地德語的Embritz，意為鵐；種小名melanocephala 則結合了古希臘語的melas，意為「黑色」，和kephale，意為「頭部」。

## 描述
這種鳥類體長15 cm（5.9英寸），比蘆鵐大，且尾巴較長。繁殖期的雄鳥擁有明亮的黃色腹部、栗色的上半身和黑色的頭罩。雌鳥是雄鳥的較淡版本，腹部顏色較淺，背部為灰棕色，頭部呈灰色。幼鳥與雌鳥相似，但腹部呈黃色，且兩者都很難與相應羽毛狀態下的褐頭鵐區分，儘管黑頭鵐的臉頰通常比喉部顏色更深。一年生的雄鳥有灰色的頭頂，背部則有栗色和灰色的斑塊。一年生的雌鳥則與紅頭鵐的雌鳥難以區分，但頭頂的斑紋比下背部更多，腹部為黃色。
黑頭鵐與褐頭鵐是姐妹物種，與冠鵐一起形成一個演化支。

## 分佈與棲地
分布于欧洲、捷克、斯洛伐克、阿尔巴尼亚、巴勒斯坦、印度、英国以及中国大陆的新疆、偶见于东南部等地，主要生活于平原耕作区和矮林地带或山边稀林。该物种的模式产地在南欧Carniola（克拉尼斯卡）。
黑頭鵐在開闊的灌木叢區域繁殖，包括農業用地。冬季它們遷徙到亞洲，大群鳥類會聚集在農田和草地上。最遠的遷徙紀錄來自一隻被繫放的鳥，遷徙距離約為7,000 公里。另一隻被繫放的鳥在七天內飛行了1,000 公里。雄鳥在遷徙途中會形成純粹的雄性群體，並且比雌鳥早到達冬季棲地。在印度的冬季分佈範圍主要在印度西部和北部，向南延伸至北部卡納塔克邦。冬季它們在有刺的相思樹上形成大型集群棲息，經常與其他物種如黃喉麻雀一起。
主要的繁殖區域從東南歐延伸至中亞。冬季棲地主要在印度，但迷鳥已被發現在日本、中國、香港、泰國、寮國、韓國和馬來西亞越冬。夏季迷鳥可能出現在歐洲北部，如挪威。

## 行為與生態
黑頭鵐在草地上覓食種子時會成群出現。它們在夏季繁殖，築巢於低矮的灌木或地面上。巢是一個由乾草構成並襯有毛髮的杯狀巢。每窩產卵四至六顆，約13天孵化，小鳥在約10天後離巢。牠們的主要食物在養育幼鳥時是昆蟲，其他時間則以種子為主。在保加利亞，大翅薊（Onopordum acanthium） 枯萎倒塌，導致鳥巢崩塌，這被認為是生態陷阱的一個例子。在北伊朗，與褐頭鵐的分佈區域有重疊，且自然雜交普遍，儘管分子數據顯示兩個物種之間存在顯著的遺傳差異。
與褐頭鵐相似，但不同於許多其他鵐屬（Emberiza）鳥類，它們一年換羽兩次。在遷回繁殖區之前，它們會在冬季棲地換羽一次，繁殖後再換羽一次。幼鳥在離巢時具有柔軟的羽毛，然後在遷徙前換成幼鳥羽，並在冬季棲地換成成鳥羽。
冬季牠們的叫聲是單音節的推特聲或輕柔的zrit。牠們的歌聲由一連串響亮的樂句組成，每個樂句包含快速加速的刺耳高音混合，並有一些清晰且模糊的音符插入，然後突然停止。

## 圖庫

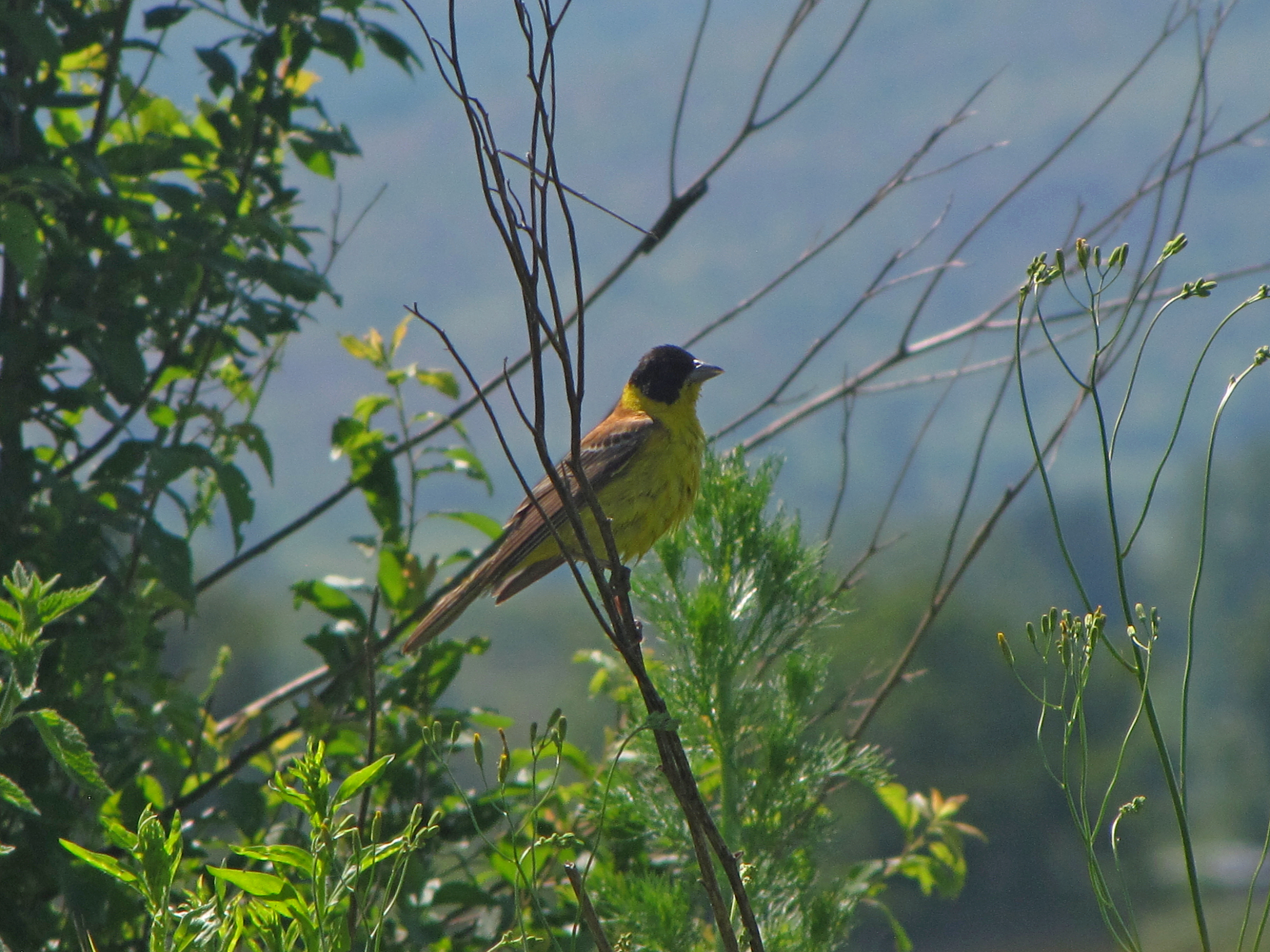
繁殖羽雄鳥，貝洛波列，塞爾維亞
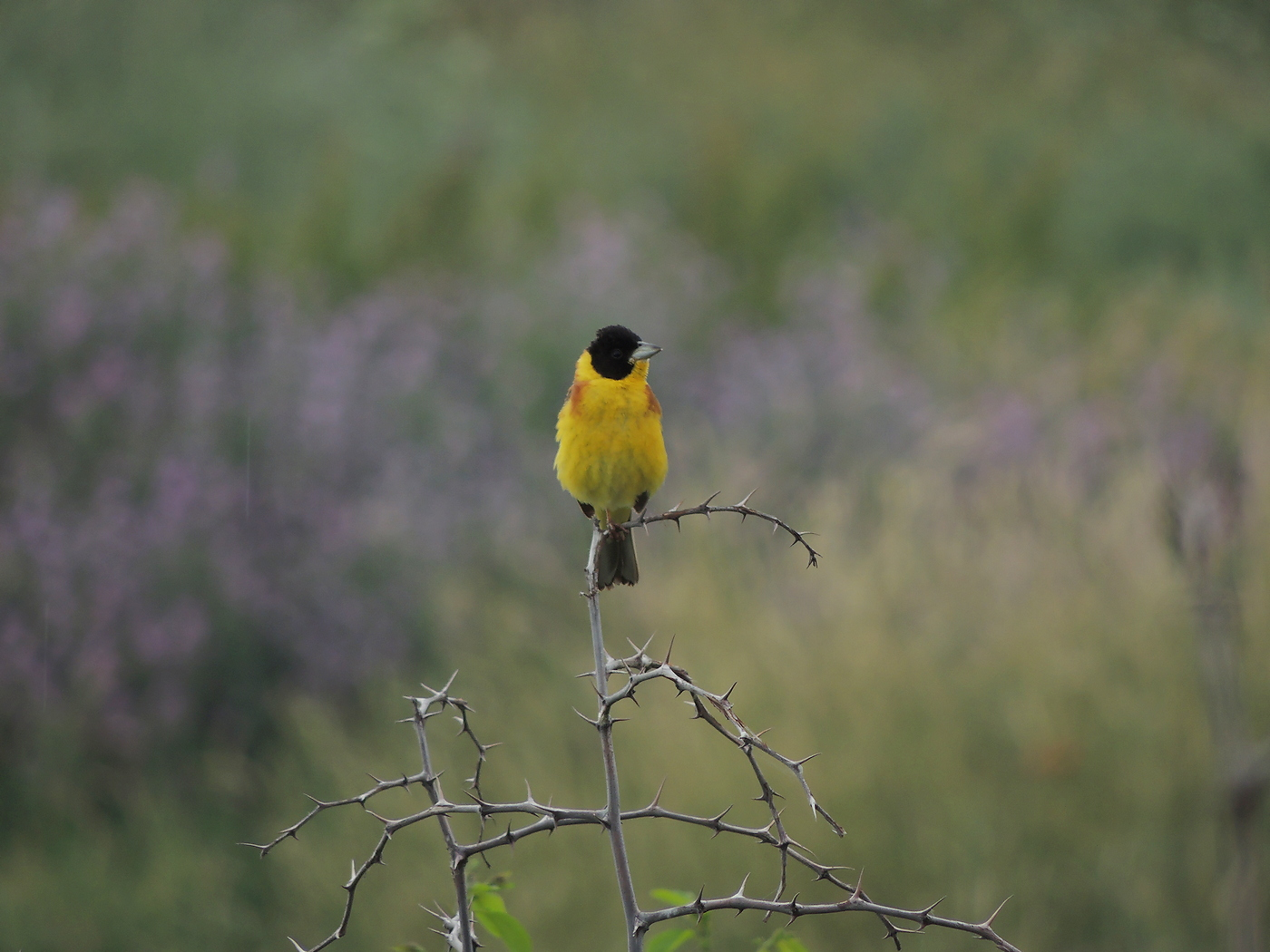
繁殖羽雄鳥，塞爾維亞
- 巴加, 果亞邦， 印度